# Destins (jeu)
 (juillet 2017).
Si vous disposez d'ouvrages ou d'articles de référence ou si vous connaissez des sites web de qualité traitant du thème abordé ici, merci de compléter l'article en donnant les références utiles à sa vérifiabilité et en les liant à la section « Notes et références ».
Pour les articles homonymes, voir Destins (homonymie) et Jeu de la vie (homonymie).

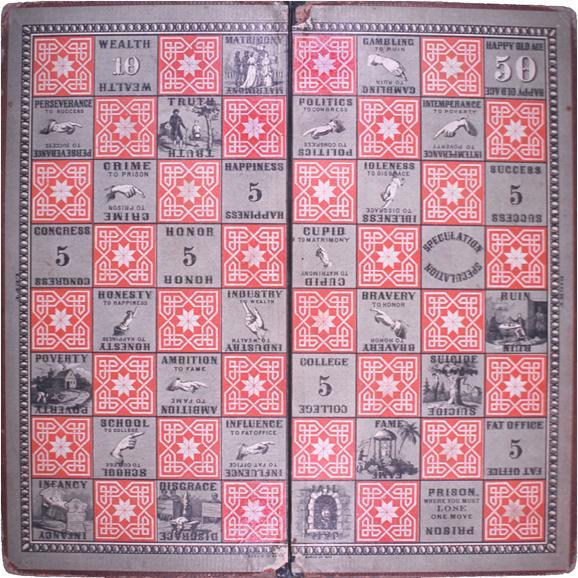
La première version du jeu.

Destins (aussi appelé Destins, le jeu de la vie par analogie avec le nom de la version originale anglaise, The Game of Life) est un jeu de société qui a été créé en 1861 par Milton Bradley, le fondateur de la Milton Bradley Company.

## Histoire
Le jeu portait à l'origine le nom de The Checkered Game of Life car on y jouait sur un plateau de jeu de dames anglaises, soit 64 cases. Le principe du jeu original n'a pas été modifié.
À l'occasion du centenaire de la compagnie et du jeu, MB a demandé à Reuben Klamer de créer une édition actualisée. C'est lui qui donna au jeu l'aspect que nous lui connaissons aujourd'hui. Le jeu changea de nom pour devenir The Game of Life. En France, il s'appellera Destins.
Le jeu a été remis à jour en 1992 (en 1997 en France) afin d'y rajouter des notions récentes de la société comme par exemple une récompense pour le recyclage des déchets, etc. Un exemplaire du jeu original est exposé au musée national d'histoire américaine.
Il fait également l'objet d'une mise à jour en 2008. Cette version est nommée Destin, le jeu de la vie en français.

## Règles du jeu
Une partie se joue de 2 à 8 joueurs. Chacun reçoit une voiture en plastique qui le représente avec sa famille au long de la partie. À chaque tour, on lance une roue composée des nombres de 1 à 10 qui fait office de dé et indique le déplacement de la voiture. Au fil du jeu, le joueur se voit faire face à tout un tas d'événements (naissances, dettes, etc.) qui vont rythmer sa vie. Le plateau de jeu est atypique, en effet il n'est pas plat, il contient des pièces plastiques en 3D dont une petite montagne (représentant l'Everest) et des maisons. 
Au début du jeu, un banquier est choisi parmi les joueurs, et 2 000 sont distribués à chaque joueur. La partie peut alors commencer. Le joueur, au début, doit alors choisir entre un « départ universitaire » ou un « départ carrière ». Avec le second, il saute le premier segment du jeu et est invité à piocher une carte métier (le métier obtenu a une influence sur le reste du jeu. Ainsi, certaines cases du plateau ne concernent que ceux qui ont un métier précis. En outre, et par exemple, l'agent du fisc ne paie pas d'impôts ; les agents des impôts reçoivent les impôts payés par les autres ; les médecins reçoivent les frais médicaux tandis que l'officier de police peut distribuer des amendes pour « excès de vitesse » à un joueur qui avance trop vite (de 10 cases). Le joueur pioche aussi une carte salaire (sachant que le plateau contient un certain nombre de cases « salaire » : le joueur, lorsqu'il s'y arrête encaisse alors de la banque un montant correspondant à sa carte salaire) pour débuter immédiatement sa carrière professionnelle ; avec le premier, le joueur effectue le segment consacré aux études et aura, une fois cela effectué, la possibilité de choisir la meilleure des trois cartes carrière et salaire qu'il aura piochées, mais il devra en contrepartie commencer le jeu avec un emprunt, destiné à financer les études, de 40 000.
Il n'y a pas de dés dans Destins, les joueurs avancent sur le plateau en tournant une petite roue qui indique le nombre de cases de déplacement. S'arrêter à certaines cases est toutefois obligatoire : il en va ainsi de la case « choix de carrière » après les études, de la case « mariez-vous » (une petite figurine de sexe opposé est alors à installer dans la voiture en plastique, côté conducteur), ou encore de la case « achetez une maison » (il faut alors tirer une carte « maison » et payer le prix demandé (sachant que la maison va de l'accessible caravane au palace hors de prix). 
Il y a plusieurs types de cases sur le plateau : 
- les cases oranges, majoritaires, contiennent des instructions à suivre obligatoirement ;
- les cases bleues, qui contiennent des propositions à suivre ou non, au choix du joueur ;
- les cases vertes, qui sont les cases de versement du salaire ;
- les cases rouges, qui sont les cases obligatoires (mariage, choix de carrière, maison...) ;
- les cases vie, assez nombreuses, qui décrivent un évènement vécu par le joueur, et lui permettent surtout de piocher et de conserver un jeton « Destins ». Les jetons « Destins », dont le contenu n'est découvert qu'à la fin de la partie, décrivent chacun un grand moment de la vie du joueur, qui lui rapporte entre 50 000 et 250 000 (comptabilisés pour savoir qui est le vainqueur final du jeu). Par exemple, il existe un jeton « Destins » informant le joueur qu'il a remporté le prix Nobel de la paix, et a ainsi gagné un prix de 250 000 ;
- les cases métier, dévolues à un secteur professionnel (voire un seul métier) en particulier. Seuls les joueurs ayant le métier concerné sont affectés par ces cases lorsqu'ils s'y arrêtent ;
- les cases spéciales, comme la case « impôts », ou la case « crise de la quarantaine » (qui impose un changement de métier et de salaire).

Plusieurs opérations particulières peuvent par ailleurs, à son gré, être effectuées par le joueur : 
- emprunts auprès de la banque ;
- achat d'une assurance voiture et/ou immobilière (le joueur n'est ainsi pas affecté par les cases afférentes aux accidents domestiques et/ou de voitures) ;
- achat d'actions. Chaque action coûte 50 000 et consiste en réalité en un pari sur le résultat de l'emploi de la roue permettant d'avancer dans le jeu, un bon résultat rapportant chaque fois 10 000. Concrètement, si la carte action achetée par le joueur concerne le nombre 4, le joueur recevra 10 000 à chaque fois que quelqu'un avance de 4.

Le vainqueur à la fin de la partie est celui qui aura accumulé le plus d'argent, en prenant en compte la valeur de chaque jeton « Destins ». La comptabilisation de l'argent se fait lorsque tous les joueurs ont pris leur retraite. La retraite peut se prendre au choix dans la « maison du milliardaire » ou la « maison de campagne » : dans la première, le joueur peut concourir à l'obtention des 4 jetons « Destins » restants (qui reviennent à celui qui a le plus d'argent hors jetons « Destins »), mais en contrepartie ses jetons « Destins » ne sont pas à l'abri de la capture par d'éventuels joueurs encore en piste ; dans la seconde, les jetons « Destins » sont à l'abri mais le joueur ne peut pas prétendre acquérir les 4 jetons de la « maison des milliardaires » même s'il est le plus riche. Il y a donc deux comptabilisations : la première de l'argent accumulé au cours du jeu pour savoir qui est le retraité le plus riche, puis une seconde où tout, jetons « Destins » compris, est pris en compte pour déterminer le vainqueur final.

## Jeux vidéo
- 1992 : Game of Life (Amiga)
- 1998 : The Game of Life (Windows, Mac, PlayStation)
- 2005 : The Game of Life / Yahtzee / Payday (Game Boy Advance)
- 2006 : Game of Life (téléphone mobile)
- 2008 : The Game of Life: Path to Success (Windows)
- 2008 : The Game of Life: SpongeBob SquarePants Edition (Windows) - édition Bob l'éponge
- 2009 : The Game of Life (Windows Mobile, BlackBerry, iOS)
- 2013 : The Game of Life (Windows)
- 2016 : The Game of Life: The Official 2016 Edition (Windows, iOS)
- 2021 : DESTINS - LE JEU DE LA VIE 2 (Nintendo Switch Online)

## Jinsei Game
Jinsei Game est le nom de l'adaptation japonaise du jeu. Elle a, elle aussi, fait l'objet de nombreuses adaptations en jeu vidéo.
- NES
  - Bakushou!! Jinsei Gekijou (1988)
  - Bakushou!! Star Monomane Shittenou (1990)
  - Bakushou!! Jinsei Gekijou 2 (1991)
  - Bakushou!! Jinsei Gekijou 3 (1991)
  - Aa Yakyu Jinsei Itchokusen (1992)
  - RPG Jinsei Game (1993)
- Super Nintendo
  - Daibakushou Jinsei Gekijou - Dokidoki Seishun (1993)
  - Daibakushou Jinsei Gekijou - Ooedo Nikki (1994)
  - Super Jinsei Game (1994)
  - Super Jinsei Game 2 (1995)
  - Super Jinsei Game 3 (1996)
- Game Boy
  - Jinsei Game Densetsu (1991)
  - Jinsei Game (1995)
- Saturn
  - DX Jinsei Game (1995)
  - DX Jinsei Game II (1997)
- PlayStation
  - DX Jinsei Game (1996)
  - DX Jinsei Game II (1997)
  - Sakumashiki Jinsei Game (1998)
  - Quiz Darakeno Jinsei Game (1999)
  - DX Jinsei Game III (1999)
  - Oshigoto-shiki Jinsei Game: Mezase Shokugyou King (2000)
  - DX Jinsei Game IV (2001)
  - Quiz Darakeno Jinsei Game Dai-2-kai! (2002)
  - DX Jinsei Game V (2002)
- Nintendo 64
  - Bakusho Jinsei 64: Mezase! Resort O (1998)
  - Jinsei Game 64 (1999)
- Game Boy Color
  - Jinsei Game Tomodachi Takusan Tsukurou yo! (1999)
  - DX Jinsei Game (2001)
- Dreamcast
  - Jinsei Game for Dreamcast (2000)
- Game Boy Advance
  - Jinsei Game Advance (2002)
- PlayStation 2
  - EX Jinsei Game (2002)
  - EX Jinsei Game II (2003)
  - New Jinsei Game (2004)
- GameCube
  - Special Jinsei Game (2003)
- Nintendo DS
  - Jinsei Game DS (2006)
  - Jinsei Game Q DS: Heisei no Dekigoto (2007)
  - Jinsei Game Q DS: Showa no Dekigoto (2007)
  - Jinsei Game (2009)
- Wii
  - Jinsei Game Wii (2007)
  - Jinsei Game Wii EX (2008)
  - Jinsei Game: Happy Family (2010)
  - Jinsei Game Happy Family Gotouchi Neta Zouryou Shiage (2011)
- WiiWare
  - Jinsei Game (2009)
  - Jinsei Game: Happy Step (2010)